# Marouette brune
Porzana fusca
Espèce
Statut de conservation UICN

 LC  : Préoccupation mineure
Synonymes
- Porzana fusca

La Marouette brune (Zapornia fusca) est une espèce d'oiseaux de la famille des Rallidae.

## Répartition
Cette espèce vit dans le sud de l'Asie jusqu'en Chine, au Japon et en Indonésie.